# Leiodes gallica
Leiodes gallica är en skalbaggsart som beskrevs av Edmund Reitter 1884. Leiodes gallica ingår i släktet Liodes, och familjen mycelbaggar. Arten är reproducerande i Sverige.